# جوردن (اورگن)
جوردن (به انگلیسی: Jordan) یک منطقهٔ مسکونی در ایالات متحده آمریکا است که در شهرستان لین واقع شده‌است.